# Takoradi Power Plant
Takoradi Power Plant ist eine thermische Kraftwerksanlage in der Republik Ghana. Die Anlage besteht aus drei Wärmekraftwerken und liegt in der Nähe des Tiefwasserhafen rund 17 Kilometer östlich der Zwillingsstadt Sekondi-Takoradi an der Küste vom Golf von Guinea.

## Geschichte
Ende 1990 wurde das Gelände in der Gemeinde Aboadze von der Regierung von Ghana erworben und ausgebaut. Es entstanden neben den eigentlichen Betriebsflächen ein Tanklager und eine rund 4,5 Kilometer lange Unterwasser-Pipeline zum eigens angelegten Hochsee-Schiffsanleger vor der Küste. Das angelieferte Öl kann in vier Lagertanks mit einem Fassungsvermögen von je 29.500 Kubikmeter zwischengespeichert werden. Das Kraftwerksgelände wurde auch an die Westafrikanische Gaspipeline  (WAGP) angeschlossen. Somit können die Kraftwerke auch alternativ mit Erdgas betrieben werden.

## Power Station T1
Das erste Kraftwerk, Betreiber Volta River Authority (VRA) wurde am 15. Oktober 2000 offiziell durch den Staatspräsident Jerry Rawlings eingeweiht. Es ist ein Gas-und-Dampf-Kombikraftwerk mit einer installierten Leistung von 330 Megawatt kombiniert durch zwei 110-MW-Verbrennungsgasturbinen und eine 110-MW-Dampfturbine.

## Power Station T2
Die zweite Anlage verfügt über eine Kapazität von 220 MW und kann bei Bedarf auf 330 MW erweitert werden. Betreiber ist die Takoradi International Company (TICO). 

## Power Station T3
Das dritte GuD-Kraftwerk mit einer Leistung von 132 MW ist seit 2011 im Bau. Es wird mit vier Gasturbinen und einer Dampfturbine betrieben. Den Auftrag mit einem Volumen von rund 187 Millionen US-Dollar erhielt die kanadische Commercial Corporación, eine internationale Contracting Agentur die als Generalunternehmer der am Bau beteiligten Unternehmen zuständig ist. Finanziert wird T3 durch die kanadische Regierung.  Betreiber ist die Volta River Authority. Die Fertigstellung erfolgte 2015.

## Power Station T4
Das Takoradi 4 Thermal Power Plant (T4) mit einer Leistung von 186 MW wird 2018 in Betrieb gehen.[veraltet]